# Catherine Martin
Catherine Martin (Sydney, 26 de janeiro de 1965) é uma decoradora de arte e figurinista australiana. Venceu o Oscar de melhor direção de arte em duas ocasiões: na edição de 2002 por Moulin Rouge!, com Brigitte Broch e na edição de 2014 por The Great Gatsby, ao lado de Beverley Dunn; também foi condecorada com o Oscar de melhor figurino pelos mesmos trabalhos, em parceria com Angus Strathie.